# Keiji Kikkawa
Keiji Kikkawa (jap. 吉川 圭二, Kikkawa Keiji; * 1. Oktober 1935 in der Präfektur Shimane; † 1. Juli 2013) war ein japanischer theoretischer Physiker.
Kikkawa studierte an der Universität Tokio, wo er 1959 seinen Bachelor- und 1961 seinen Master-Abschluss machte. 1964 promovierte, blieb danach bis 1966 als Forscher an der Universität Tokio, danach war er an der University of Rochester und der University of Wisconsin als Research Associate. Ab 1970 war er Associate Professor am City College of New York und ab 1974 an der Universität Osaka. Ab 1979 war er Professor an der Universität Hiroshima.
Kikkawa war einer der Pioniere der Stringtheorie, mit der er sich schon ab Ende der 1960er Jahre in Zusammenarbeit mit Bunji Sakita, Miguel Virasoro und Michio Kaku beschäftigte.